# サンプソン級駆逐艦
サンプソン級駆逐艦（英語: Sampson-class destroyers）は、アメリカ海軍の駆逐艦の艦級。

## 設計
本級は、カッシン級以来の1,000トン型駆逐艦の最終発達型にあたる。1914年度計画で建造されたタッカー級をもとに兵装を強化したものであり、世界の艦船ではタッカー級の一部として扱われている。主機関も、同級と同じカーチス直結タービンである。
魚雷発射管は、オブライエン級およびタッカー級では21インチ魚雷発射管を連装4基として搭載していたのに対し、本級では3連装4基として、4門増加している。また艦砲は、50口径4インチ単装砲4基はオブライエン級およびタッカー級と同様だが、本級では、アメリカ駆逐艦初の高角砲として、37mm単装機銃（QF 1ポンド砲）2基が追加された。

## 同型艦
1915年度計画に基いて6隻が建造され、1916年から1917年にかけて竣工した。第一次世界大戦に従軍したのち、一部の艦は沿岸警備隊に転籍しラム・パトロールに従事した。大部分の艦は1930年代に除籍されたが、「アレン」のみ1940年代まで生き残り、第二次世界大戦に参加した。
- サンプソン (USS Sampson, DD-63)

由来の人物は、米西戦争時に総司令官を務めたが、不在時にスペイン艦隊との決着がつき殊勲を逸したウィリアム・T・サンプソン少将。
フォアリバー造船所にて1915年4月15日起工、1916年3月4日進水、1916年6月27日就役。1921年6月15日退役後、1936年解体。
- ローワン (USS Rowan, DD-64)　※水雷艇(TB-8)以来二代目

由来の人物は、南北戦争時にニューアイアンサイズ号艦長を務め、チャールストン封鎖を完遂したスティーブン・C・ローワン中将。
フォアリバー造船所にて1915年5月10日起工、1916年3月23日進水、1916年8月22日就役。1922年6月19日退役後、1939年解体。
- デイヴィス (USS Davis, DD-65)　※水雷艇(TB-12)以来二代目

由来の人物は、海軍生活を通じて天文・潮流・海底地形の測量と研究に従事し、航路開発を続けたチャールズ・H・デイヴィス少将。
バス鉄工所にて1915年5月7日起工、1916年8月15日進水、1916年10月5日就役。1922年6月20日退役後、沿岸警備隊に1926-33年従事し1934年解体。
- アレン (USS Allen, DD-66)　※米英戦争時のガレー船以来二代目

由来の人物は、米英戦争時にアーガス号乗組士官で、英軍ペリカン号との交戦で戦死したウィリアム・H・アレン大尉。
バス鉄工所にて1915年5月10日起工、1916年12月5日進水、1917年1月24日就役。1945年10月15日退役後、1946年解体。
- ウィルクス (USS Wilkes, DD-67)　※水雷艇(TB-35)以来二代目

由来の人物は、世界一周の調査遠征を行い、南北戦争初期にトレント号事件を起こしたチャールズ・ウィルクス代将。
ウィリアム・クランプ・アンド・サンズにて1915年3月11日起工、1916年5月18日進水、1916年11月10日就役。	1922年6月5日退役後、沿岸警備隊に1926-34年従事し1934年解体。
- ショー (USS Shaw, DD-68)

由来の人物は、擬似戦争・第一次バーバリ戦争・米英戦争で複数の海軍艦艇の艦長を歴任したジョン・ショー。
メア・アイランド海軍造船所にて1916年2月7日起工、1916年12月9日進水、1917年4月9日就役。1922年6月21日退役後、沿岸警備隊に1926-33年従事し1934年解体。